# Moreno Torricelli
Moreno Torricelli (Erba, Llombardia, 23 de gener de 1970) és un exfutbolista i entrenador italià. Com a jugador ocupava la posició de defensa.

## Trajectòria
Inicia la seua carrera en diversos clubs modestos, com la Como Calcio o U.S. Folgore of Verano Brianza. D'ací passa a l'A.S. Oggiono, un equip de les divisions inferiors italianes. El 1990 fitxa per l'U.S. Caratese, un altre conjunt regional.
El juliol de 1992, la Caretese disputa un encontre de pretemporada contra la Juventus FC. L'actuació de Torricelli va impactar l'entrenador torinés, Giovanni Trapattoni, que el va fitxar per 20 milions de lires italianes.
Hi debuta a la Serie A el 13 de setembre de 1992, en una victòria de la Juventus contra l'Atalanta BC (4-1). Prompte es fa un lloc a la defensa bianconera. Hi romandria durant sis anys en aquest equip, tot sumant 152 partits i un gol. En aquest període hi va guanyar nombrosos títols domèstics i continentals, destacant la Copa d'Europa de 1996.
Entre 1998 i 2002 milita a l'ACF Fiorentina, mentre que al gener del 2003 recala al RCD Espanyol, a causa dels problemes financers del club toscà. Es va retirar de la competició professional el 2005 després d'haver militat a l'A.C. Arezzo.

## Selecció
Torricelli va ser internacional amb Itàlia en deu ocasions, participant en l'Eurocopa de 1996 i al Mundial de 1998.

## Entrenador
Al febrer del 2009, l'italià es fa càrrec de l'AC Pistoiese, un conjunt toscà que milita a la Lega Pro Prima Divisione.
Al juny d'eixe mateix any signa amb un altre equip de la mateixa divisió, l'AS Figline.

## Palmarès
- Serie A: 1995, 1997, 1998
- Coppa Italia: 1995
- Supercoppa Italiana: 1995, 1997
- Lliga de Campions de la UEFA: 1996
- UEFA Cup: 1993
- Supercopa Europea: 1996
- Copa Intercontinental: 1996